# إيلونا سلوبيانيك
إيلونا سلوبيانيك (بالألمانية: Ilona Slupianek) وعرفت أيضاً باسم إيلونا لونغو (بالألمانية: Ilona Longo) هي دافعة ثقل ألمانية ولدت في يوم 24 سبتمبر 1956 في بلدة دمين في ألمانيا الشرقية، أبرز إنجازاتها كان فوزها بالميدالية الذهبية في دورة الألعاب الأولمبية الصيفية 1980 في موسكو وفازت أيضاً بالميدالية البرونزية في بطولة العالم لألعاب القوى 1983 في هلسنكي في فنلندا وفازت أيضاً بالميدالية الفضية في بطولة العالم لألعاب القوى داخل الصالات 1987 في إنديانابوليس في الولايات المتحدة، يذكر أن سلوبيانيك تمكنت من تحطيم الرقم القياسي العالمي مرتين أولهما هو 22.36 متر والثاني 22.45 في سنة 1980.

## روابط خارجية
- إيلونا سلوبيانيك على موقع الاتحاد الدولي لألعاب القوى (الإنجليزية)
- إيلونا سلوبيانيك على موقع اللجنة الأولمبية الدولية (الإنجليزية)
- إيلونا سلوبيانيك على موقع أوليمبيديا (الإنجليزية)